# Fjedur
Fjedur, svensk kristen sånggrupp med rötter i Dalarna och den svenska folkmusiken. 
Gruppen växte fram i början av 1970-talet ur en liten ungdomskör i Malung. 1978 reste de till Sydafrika och mötte de svartas musik, vilket blev starten till en breddning av folkmusikstraditionen till att under åren kompletteras med visor, jazz, världsmusik och traditionell körmusik. Under 80-talet arbetade Fjedur heltid och turnerade i ett flertal europeiska länder samt i USA och Kanada. Efter tio års tystnad återuppstod gruppen 1996 på Körstämman i Skinnskatteberg och Musik vid Siljan.

## Medlemmar
- Mats Hulander
- Kristina Hulander
- Karin Olsson
- Karin Eklundh
- Anne-Marie Nilsson
- Åke Edvinsson
- Karin Nyberg
- Eva Nyberg
- Johan Pejler
- Lars Jörtsjö
- Anders Nyberg

## Diskografi
- Fjedur 1979
- Länge leve livet!, 1983
- Freedom Is Coming: Songs of Protest and Praise from South Africa, 1984
- Fjedur 1979-1983, 1996, CD återutgivning av skivorna Fjedur och Länge leve livet